# Praça Onze

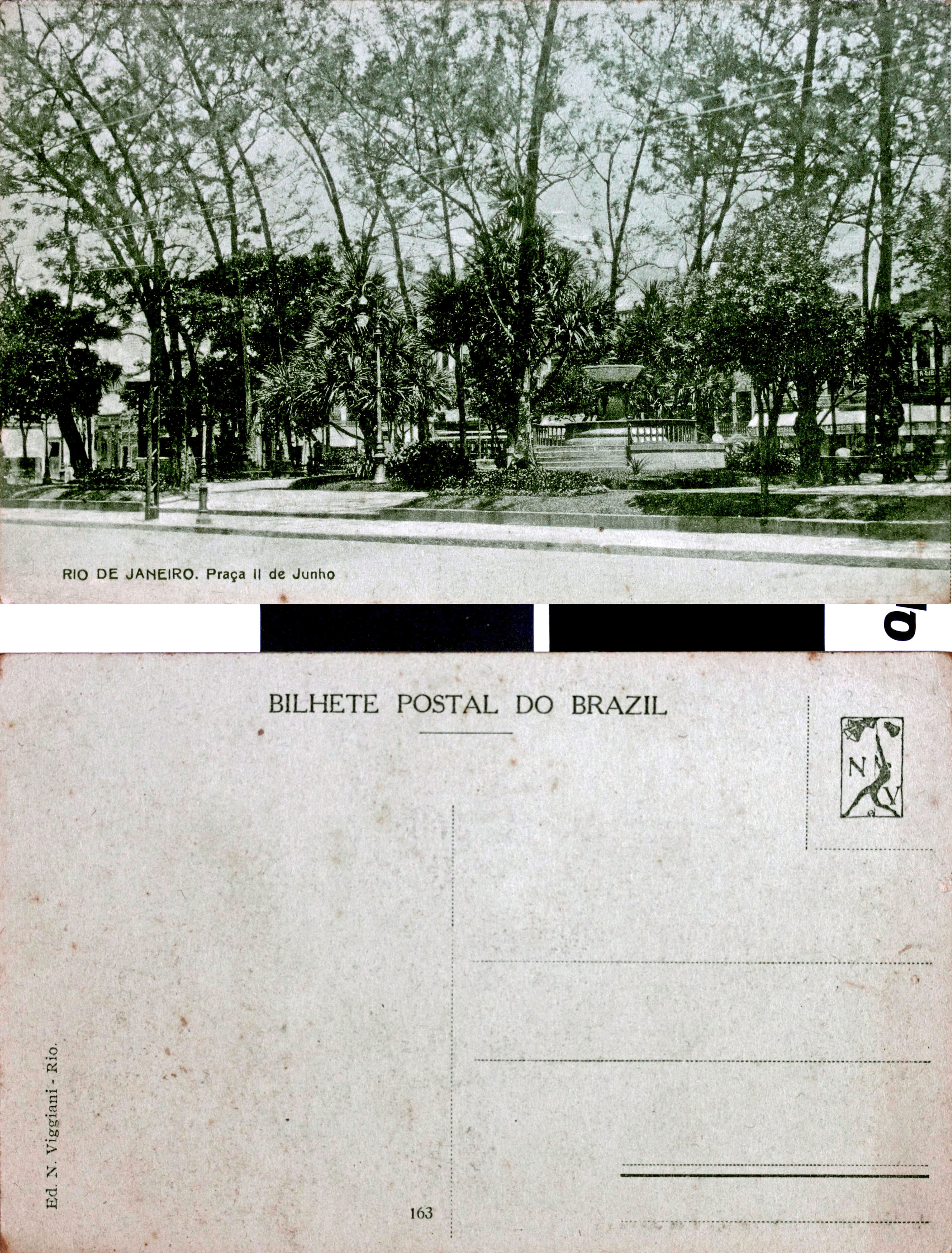
Imagem da original Praça 11 de Junho.

A Praça Onze é uma região histórica da região central da cidade do Rio de Janeiro, cujo nome foi herdado de um antigo logradouro, hoje extinto. Localiza-se no Centro, no limite com o bairro da Cidade Nova.
A original Praça 11 de Junho (data da Batalha de Riachuelo) existiu por mais de 150 anos até a década de 1940 e era delimitada pelas ruas de Santana (a leste), Marquês de Pombal (a oeste), Senador Euzébio (ao norte) e Visconde de Itaúna (ao sul). A princípio denominada de "Largo do Rocio Pequeno", tornou-se nas primeiras décadas do século XX, um dos locais mais cosmopolitas da então Capital Federal, ao abrigar famílias de imigrantes recém desembarcados. As etnias mais populares no entorno da Praça Onze eram os negros (na maioria oriundos da Bahia), seguidos pelos judeus de várias procedências. Portugueses, espanhóis e italianos também eram numerosos.

## Antecedentes
A região onde mais tarde existiria a Praça 11 de Junho era desabitada até o final do século XVIII, sendo terras inadequadas à lavoura e à edificação por se tratar de uma zona pantanosa. Foi somente após a chegada da Família Real Portuguesa ao Rio de Janeiro e a sua instalação no Paço de São Cristóvão que as primeiras estradas de acesso àquela área foram construídas. Em 1810, por ordem d'El Rey D. João VI, foi criada a "Cidade Nova", que ia do Campo de Santana até São Cristovão. Com ruas retilíneas e extensos lotes, muito se diferenciava da área central, congestionada de casas em lotes estreitos. Na mesma ocasião, o rei criou uma praça onde começava o Mangue de São Diogo: o Largo do Rocio Pequeno.
Apesar de ser a única praça de comércio da Cidade Nova, o Rocio Pequeno continuou quase deserto. Foi somente em 1842, já durante o Segundo Reinado que o local voltou a receber a atenção das autoridades municipais. Um chafariz em cantaria, de estilo neoclássico, projeto de Grandjean de Montigny, foi instalado no centro do largo, servindo para o abastecimento das casas e estabelecimentos do entorno.
No ano de 1854, com a construção e inauguração da Fábrica de Gás, o Visconde de Mauá percebeu a necessidade de canalização do mangue, saneando o caminho até a Baía de Guanabara, bem como possibilitando um sistema hidroviário ligando o subúrbio ao Centro. Em 1858, o mesmo Mauá inaugurava a Estrada de Ferro Dom Pedro II, que cortava a Cidade Nova, ligando-a a vários subúrbios e ao interior da província.
Com a eclosão da Guerra do Paraguai uma onda de nacionalismo tomou conta do império. Com a vitória brasileira na Batalha do Riachuelo, o Largo do Rocio Pequeno foi rebatizado com a data do confronto. Foi também nesta época, com o declínio do sistema escravagista, que a Praça 11 de Junho passou a ser um bom destino para os imigrantes, pela proximidade com o porto e pelo comércio variado.

## A presença cultural africana
Com a Abolição, grandes massas de ex-escravizados se instalaram nas precárias "casas de cômodos" que abundavam nas ruas adjacentes à Praça 11 de Junho.
No raiar do século XX, a Praça 11 de Junho era o reduto por excelência dos negros cariocas. Das batucadas trazidas pelos negros baianos, misturadas ao lundu do Rio de Janeiro, nasceu o samba. Estudiosos e contemporâneos daqueles tempos são unânimes ao apontar a importância da mítica "Casa da Tia Ciata" para essa síntese cultural. Tia Ciata era uma baiana que se mudou para o Rio de Janeiro e tinha como ofício cozinhar quitutes. Assim, sua casa ficou famosa na praça, e se transformou em ponto de encontro de músicos e gente do povo. Ali, o ritmo do samba começou a ser moldado.
A casa da Tia Ciata foi o principal local de onde se tocavam músicas e ritmos africanos daquela comunidade, de onde saíram sambas históricos e compositores de talento. Em 1926, por perseguições policiais, alguns compositores locais fundaram uma "escola de samba", nome eufêmico para uma associação recreativa que, na verdade, não tinha fins educacionais. A primeira foi a "Deixa Falar", cujas divisões, anos depois, resultariam em várias outras escolas, como a Estácio de Sá, Mangueira e Portela. Em 1933, o prefeito Pedro Ernesto organizou o primeiro desfile oficial de escolas de samba na Praça 11 de Junho, do qual a Mangueira sairia vencedora. Os desfiles passaram a ser anuais, com grande afluência do público.

## O bairro judeu
A Praça 11 de Junho também reuniu a maior concentração judaica da história da cidade do Rio de Janeiro. Os imigrantes judeus escolheram a Praça 11 de Junho pois a configuração das casas na região, com espaço para lojas no térreo e residências nos andares superiores, era perfeita para o comércio. Centenas de estabelecimentos judaicos, bem como clubes, grêmios políticos e sinagogas se instalaram na área.

## O encolhimento da Praça 11 de Junho
Na década de 1930, a Prefeitura do Distrito Federal planejou obras de modernização da região, o que incluía a construção de uma nova artéria rodoviária que melhorasse o acesso do Centro à Zona Norte. Com isso, a Praça 11 de Junho foi notavelmente reduzida. Pelo projeto, os quarteirões entre as ruas Senador Eusébio e Visconde de Itaúna seriam demolidos para a abertura da nova Avenida Presidente Vargas. Em 1941, começaram as demolições, que desalojaram centenas de famílias e que acabariam por derrubar 525 prédios, entre eles algumas construções históricas, como as igrejas de São Pedro dos Clérigos e de São Joaquim.